# Climat de l'Allemagne

Classification climatique de Köppen pour l'Allemagne : le Cfb ou climat maritime tempéré prédomine.

Le climat de l'Allemagne est associé à la zone tempérée de l'hémisphère nord et sa position continentale, avec une influence océanique au nord-ouest : c'est à vrai dire un climat de transition entre celui de l'Europe océanique (façade atlantique) et l'Europe continentale. Le pays subit l'influence du Gulf Stream et de l’anticyclone des Açores, qui créent une douceur climatique peu courante sous ces latitudes. Au sud du pays, le foehn, descendant des monts métallifères et des Préalpes, est l'autre vent influent. Le foehn alpin peut se manifester par des vents de 150 km/h et fait ressentir ses effets jusqu'à la vallée du Danube. L'hiver et le printemps, il réchauffe considérablement les terres et accélère la fonte des neiges. En hiver, les vagues d'air froid viennent de Sibérie. Le littoral est soumis à de fréquentes tempêtes, en particulier du fait des amplitudes thermiques plus accentuées.

## Présentation
L'Allemagne n'est pas exempte de catastrophes climatiques allant de longues sécheresses aux tornades en passant par des épisodes de gel sévère ou des canicules : témoin la tempête Lothar en 1999 et la tempête Kyrill en 2007. Il y a régulièrement des crues, pouvant conduire, à la suite de précipitations estivales intenses (crues de l'Oder de 1997, crue de l'Elbe de 2002) ou d'une brutale fonte des neiges (crue du Rhin de 1993), à des inondations ou des dégâts considérables. Les crues relativement fréquentes du Rhin s'expliquent sans doute par les travaux de correction du Rhin Supérieur, menés au XIXe siècle par l’ingénieur Tulla, et qui ont eu pour effet de raccourcir et d'encaisser le lit majeur de ce fleuve. On tente depuis quelques années d'écrêter les crues par la création de zones d’expansion. Les sécheresses affectent principalement le nord-est de l'Allemagne, mais elles peuvent toucher parfois le pays dans son ensemble, comme l'a bien montré la canicule de 2003. Parmi les catastrophes historiques ayant touché l'Allemagne, il y a lieu de citer le déluge de Thuringe de 1613, les crues de l'Oder de 1947, la Tempête de neige d'Allemagne du Nord de 1978 et le raz-de-marée de 1962 sur le littoral de la Mer du Nord, qui fit 300 victimes.
Données climatiques pour l'Allemagne tirées des relevés locaux moyennés dans le temps sur la période 1961–1990.
|                                   | Année | Mar–mai | Juin–Août | Sept–Nov | Déc–Fév | Jan  | Fév  | Mar  | Avr  | Mai  | Juin | Juil | Août | Sept | Oct  | Nov  | Déc  |
| --------------------------------- | ----- | ------- | --------- | -------- | ------- | ---- | ---- | ---- | ---- | ---- | ---- | ---- | ---- | ---- | ---- | ---- | ---- |
| T moyenne(°C)                     | 8,4   | 7,8     | 16,5      | 9,1      | 0,9     | −0,5 | 0,5  | 3,7  | 7,6  | 12,2 | 15,5 | 17,1 | 16,9 | 13,8 | 9,4  | 4,2  | 0,9  |
| Temp. min (°C)                    | 4,6   | 3,4     | 11,6      | 5,5      | −2,4    | −3,0 | −2,5 | 0,0  | 3,0  | 7,3  | 10,6 | 12,3 | 12,0 | 9,3  | 5,7  | 1,6  | −1,5 |
| Temp. max (°C)                    | 12,4  | 12,3    | 21,4      | 12,8     | 2,9     | 2,0  | 3,4  | 7,5  | 12,1 | 17,2 | 20,4 | 22,0 | 21,9 | 18,4 | 13,1 | 6,9  | 3,2  |
| Amplitude thermique (°C)          | 7,8   | 8,8     | 9,8       | 7,3      | 5,2     | 5,0  | 5,9  | 7,4  | 9,1  | 9,9  | 9,8  | 9,7  | 9,8  | 9,0  | 7,5  | 5,3  | 4,7  |
| Jours de gel                      | 103,9 | 27,5    | 0,7       | 16,9     | 58,7    | 21,0 | 19,3 | 16,4 | 9,0  | 2,2  | 0,3  | 0,2  | 0,2  | 0,8  | 4,5  | 11,6 | 18,4 |
| Jours de pluie                    | 178,2 | 44,0    | 44,3      | 43,0     | 46,8    | 16,6 | 13,4 | 14,9 | 14,3 | 14,9 | 15,1 | 14,8 | 14,4 | 13,6 | 13,5 | 15,9 | 16,8 |
| Précipitations (mm)               | 700   | 163     | 221       | 166      | 150     | 51   | 40   | 48   | 51   | 65   | 77   | 72   | 71   | 57   | 50   | 58   | 59   |
| Pression atmosphérique (hPa−1000) | 9,3   | 8,1     | 13,7      | 9,9      | 5,7     | 5,5  | 5,5  | 6,4  | 7,6  | 10,2 | 12,9 | 14,2 | 14,2 | 12,4 | 9,9  | 7,3  | 6,0  |
| Couverture nuageuse (%)           | 72,0  | 69,3    | 63,0      | 73,8     | 81,9    | 83,5 | 78,0 | 74,8 | 69,3 | 63,8 | 64,8 | 63,5 | 60,6 | 66,9 | 72,9 | 81,5 | 84,3 |

Ces moyennes climatiques pour l’Allemagne peuvent varier sensiblement d'une région à l'autre, ce que l'on peut constater sur le diagramme de précipitations de l’Allemagne. Le record de pluviométrie est détenu par la ville de Remscheid, dans la vallée de Wupper. La plus haute température moyenne annuelle se trouve en Bade méridionale et dans la région du graben rhénan avec plus de 11 °C, alors qu'à Oberstdorf (aux confins des Alpes d'Allgäu) la moyenne n'excède pas 6 °C. Il y a une tendance générale au réchauffement : d'après le Deutscher Wetterdienst, depuis 1990, pour 14 années sur 15, la température moyenne de 8,3 °C est systématiquement dépassée, et même en 2000 on relève jusqu'à 9,9 °C. Les étés, en particulier, sont nettement plus chauds, et pour la dernière décennie, le printemps est en avance de cinq jours en moyenne. Les passereaux demeurent près d'un mois de plus en Allemagne que dans les années 1970.
L'année 2018 est la plus chaude jamais enregistrée jusqu'alors.

## Berlin
La capitale allemande Berlin possède un climat semi-continental, caractérisé par une amplitude plus importante qu'en climat océanique (plus à l'ouest) entre des hivers modérément froids et relativement secs et des étés assez chauds et orageux. Les précipitations tombent d'ailleurs majoritairement durant la saison estivale. Le record de chaleur est de 38,1 °C le 11 juillet 1959 et le record de froid de −26 °C le 11 février 1929. La température moyenne annuelle est de 9,7 °C.
| Mois                              | jan.  | fév. | mars  | avril | mai  | juin | jui. | août | sep. | oct. | nov. | déc.  | année |
| --------------------------------- | ----- | ---- | ----- | ----- | ---- | ---- | ---- | ---- | ---- | ---- | ---- | ----- | ----- |
| Température minimale moyenne (°C) | −1,9  | −1,5 | 1,3   | 4,2   | 9    | 12,3 | 14,3 | 14,1 | 10,6 | 6,3  | 2,2  | −0,4  | 5,9   |
| Température moyenne (°C)          | 0,5   | 1,4  | 4,9   | 8,8   | 14   | 17   | 19,1 | 18,9 | 14,7 | 9,9  | 4,7  | 1,9   | 9,7   |
| Température maximale moyenne (°C) | 2,9   | 4,2  | 8,5   | 13,2  | 18,9 | 21,6 | 23,7 | 23,6 | 18,8 | 13,4 | 7,1  | 4,1   | 13,4  |
| Record de froid (°C)              | −23,1 | −26  | −16,5 | −8,1  | −4   | 1,5  | 6,1  | 3,5  | −1,5 | −9,6 | −16  | −20,5 | −26   |
| Record de chaleur (°C)            | 15,5  | 18,7 | 24,8  | 31,3  | 35,5 | 35,9 | 38,1 | 37,2 | 34,2 | 28,1 | 20,5 | 16    | 38,1  |
| Précipitations (mm)               | 42,3  | 33,1 | 40,5  | 37,1  | 53,8 | 68,7 | 55,5 | 58,2 | 45,1 | 37,3 | 43,6 | 55,3  | 570,5 |

## Hambourg
Le climat de Hambourg est influencé par la proximité de la mer du Nord, avec des masses maritimes venant de l'Atlantique et son emplacement dans la plaine Nord-Européenne à bas-relief. Le climat de Hambourg est ainsi océanique (Cfb selon la classification Köppen-Geiger). Le vent souffle majoritairement du sud-ouest, apportant des pluies fréquentes tombant souvent sous forme de bruine accompagnée d'une forte brise, une caractéristique climatique des pays occidentaux donnant sur la mer du Nord. Ce phénomène est communément appelé Schmuddelwetter (de) en Allemagne du Nord.
Les hivers sont froids, bien que plus doux que dans l’Est continental et le Sud vallonné et montagneux de l’Allemagne. C’est ainsi que Hambourg connaît en moyenne un Noël blanc sur neuf, Munich toutes les deux années et Dresde tous les cinq ans. Les températures maximales moyennes varient entre 3 °C et 5 °C. En hiver, le soleil se fait voir entre deux et trois heures par jour. Un ciel couvert est généralement la norme et les quelques heures d'ensoleillement sont souvent associées aux épisodes glaciaux, quand le vent tourne pour souffler de l'est ou du nord-est.
Au printemps, le soleil apparaît plus fréquemment dès le 13 mars. De belles journées associées à des températures atteignant les 20 °C se font plus fréquentes dès la mi-avril. Pour ce qui est du nombre de jours de pluie, le printemps est généralement la saison la moins pluvieuse à Hambourg.
Les étés sont doux, souvent modérés par la brise continue de Hambourg et les averses de pluie qui surviennent 11 jours par mois en moyenne. En revanche, orages et fortes pluies surviennent rarement dans la ville hanséatique. Bien que la moyenne maximale soit de 23 °C durant les mois de juillet et août, des températures allant jusqu'à 28 °C ne sont pas rares. Ainsi, les stations balnéaires de la Baltique et de la mer du Nord telles que Cuxhaven et Sankt Peter-Ording sont des excursions populaires permettant aux Hambourgeois de profiter d'une baignade rafraîchissante durant les jours chauds de l'été.
Hambourg est lente à se refroidir, étant donné sa proximité de l'océan. Les Hambourgeois ont tout de même droit à quelques jours de beau temps grâce à l'Altweibersommer, le fameux été indien allemand. Mais à partir de mi-octobre, la ville hanséatique est exposée à de fréquentes dépressions maritimes de forces comparables à celles d'un ouragan. Récemment, la tempête Christian fin octobre 2013 et la tempête Xaver début décembre 2013 ont balayé la ville de Hambourg,. L'ouragan Xaver a entraîné la hausse du niveau de l'Elbe jusqu'à 6,50 m, le plus haut depuis 1962, et par suite inondé plusieurs quartiers de la ville, notamment ceux situés près du port.
| Mois                              | jan. | fév. | mars  | avril | mai   | juin  | jui.  | août  | sep.  | oct.  | nov. | déc. | année   |
| --------------------------------- | ---- | ---- | ----- | ----- | ----- | ----- | ----- | ----- | ----- | ----- | ---- | ---- | ------- |
| Température minimale moyenne (°C) | −1,1 | −1   | 1,1   | 3,8   | 7,7   | 10,6  | 13,2  | 13    | 9,9   | 6,2   | 2,6  | −0,4 | 5,5     |
| Température moyenne (°C)          | 1,6  | 1,9  | 4,6   | 8,6   | 12,9  | 15,6  | 17,6  | 17,6  | 14    | 9,8   | 5,4  | 2,2  | 9,4     |
| Température maximale moyenne (°C) | 3,9  | 4,6  | 8,2   | 13,3  | 17,8  | 20,1  | 22,8  | 22,5  | 18,4  | 13,4  | 7,9  | 4,3  | 13,1    |
| Ensoleillement (h)                | 46,9 | 69   | 108,8 | 171,6 | 223,4 | 198,7 | 217,5 | 203,1 | 144,6 | 107,9 | 53   | 37,4 | 1 581,9 |
| Précipitations (mm)               | 67,8 | 49,9 | 67,7  | 43    | 57,4  | 78,6  | 76,7  | 78,9  | 67,4  | 67    | 69,2 | 68,9 | 792,6   |

## Stuttgart (Bade-Wurtemberg)

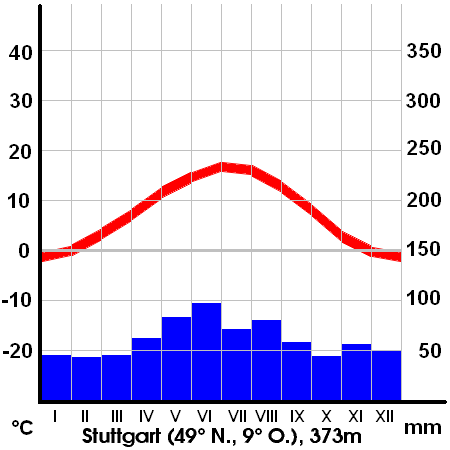
Graphique climatique de Stuttgart.

Le climat de Stuttgart, en Bade-Wurtemberg, est de type continental. Durant les mois d'été, la position de la ville à proximité des collines du Jura souabe et de la Forêt-Noire apparaît comme un bouclier contre les phénomènes météorologiques violents. Cependant, la ville peut également subir des orages pendant l'été et des périodes de plusieurs jours de neige en hiver. Le centre de la ville, appelé par les habitants locaux le « Kessel » (« la cuvette »), connaît plus de chaleur en été et moins de neige en hiver que les banlieues. Située au centre du continent européen, Stuttgart peut connaître de très grandes différences de températures entre le jour et la nuit et entre l'été et l'hiver. En moyenne, Stuttgart bénéficie de 1 693 heures d'ensoleillement par an, de 665 mm de précipitations annuelles et d'une température sur l'année de 9,4 °C.
Les hivers durent du mois de décembre à mars. Le mois le plus froid est janvier, avec une température moyenne de 0 °C. La couverture de neige a tendance à ne pas durer plus de quelques jours, même si elle a duré une paire de semaines en 2004. Les étés sont chauds avec une température moyenne de 20 °C durant les plus chauds mois de juillet et d'août. Les étés durent de mai à septembre.
Le climat de Stuttgart étant de type continental, cela se traduit par des hivers pouvant être rudes et le thermomètre tourne autour de 0 °C. Les étés sont relativement chauds avec une température légèrement inférieure à 20 °C.
| Mois                                       | J  | F  | M   | A  | M  | J    | J  | A  | S    | O   | N   | D   | Année |
| ------------------------------------------ | -- | -- | --- | -- | -- | ---- | -- | -- | ---- | --- | --- | --- | ----- |
| Températures moyennes maximales (℃)        | 3  | 4  | 9   | 12 | 17 | 20,5 | 23 | 23 | 19   | 14  | 8   | 4   | 13    |
| Températures moyennes minimales (℃)        | -3 | -3 | 0,5 | 3  | 7  | 10,5 | 13 | 12 | 8    | 5   | 0,5 | -2  | 4     |
| Températures moyennes (℃)                  | 0  | 1  | 5   | 8  | 13 | 15,5 | 18 | 18 | 14,5 | 9,5 | 4   | 1,5 | 9     |
| Précipitations (hauteur moyenne en mm)     | 48 | 46 | 43  | 61 | 86 | 86   | 74 | 86 | 58   | 46  | 46  | 51  | 734   |
| Climat de Stuttgart - Source : Weatherbase |    |    |     |    |    |      |    |    |      |     |     |     |       |

## Munich (Bavière)
La ville de Munich, en Bavière, se trouve dans une zone de transition entre le climat humide atlantique et le climat sec continental. D'autres facteurs influant sur le climat sont les Alpes et le Danube. En raison de cette configuration, le temps est relativement changeant. Le foehn apporte du sud de manière non régulière de l'air chaud et sec vers Munich. Ainsi la visibilité est souvent très bonne - le célèbre ciel bleu bavarois - et il est possible de voir très clairement les Alpes bavaroises depuis Munich. La température la plus élevée mesurée par le service météorologique allemand est de 37,2 °C en juillet 1983 à Munich-Nymphenburg. La ville est très souvent frappée par des orages (l'orage du 12 juillet 1984 a causé des dommages évalués à 1,5 milliard d'euros). En raison de la proximité des Alpes, Munich est également la grande ville la plus enneigée d'Allemagne. Localement, une étude sur les statistiques météorologiques a montré que la partie méridionale de la ville est la plus ensoleillée, que la partie nord est plus nuageuse, ou encore que les quartiers occidentaux sont plus secs que les quartiers orientaux. C'est l'une des conséquences des différences d'altitude à l'intérieur de la ville, qui génèrent des microclimats et expliquent les variations climatiques d'est en ouest, de part et d'autre de l'Isar[réf. nécessaire].
| Mois                              | jan. | fév. | mars | avril | mai  | juin | jui. | août | sep. | oct. | nov. | déc. | année |
| --------------------------------- | ---- | ---- | ---- | ----- | ---- | ---- | ---- | ---- | ---- | ---- | ---- | ---- | ----- |
| Température minimale moyenne (°C) | −5   | −3,7 | 0,4  | 2,9   | 7,1  | 10,4 | 12   | 11,7 | 8,8  | 4,5  | 0,2  | −3,5 | 3,8   |
| Température moyenne (°C)          | −2,2 | −0,4 | 3,4  | 7,6   | 12,2 | 15,4 | 17,3 | 16,6 | 13,4 | 8,2  | 2,8  | −0,9 | 7,8   |
| Température maximale moyenne (°C) | 1,1  | 2,5  | 8,4  | 13,3  | 18   | 21,4 | 23,8 | 22,9 | 19,4 | 13,6 | 6,5  | 2,3  | 12,8  |
| Ensoleillement (h)                | 61   | 84   | 128  | 157   | 199  | 209  | 237  | 213  | 173  | 129  | 69   | 49   | 1 708 |
| Précipitations (mm)               | 54   | 45   | 60   | 70    | 93   | 124  | 118  | 115  | 90   | 69   | 71   | 58   | 967   |

## Potsdam (Brandebourg)
Le climat du Brandebourg est qualifié d'océanique dégradé à forte influence continentale avec des saisons très marquées. La température moyenne annuelle est de 8,7 °C, le mois le plus froid est janvier avec une température moyenne de −1,1 °C, le mois le plus chaud est juillet avec une température moyenne de 18,4 °C.
La moyenne annuelle des précipitations s'élève à moins de 600 mm, ce qui rend le Brandebourg l'un des lands allemands les plus secs. La région de l'Oderbruch, sur les rives de l'Oder, est ainsi l'une des régions les plus sèches de l'Allemagne entière, avec des précipitations annuelles moyennes de moins de 500 mm. Bien que la plupart des précipitations se produisent en été et que les mois d'hiver et de printemps soient plutôt secs, les risques de feu de forêt sont assez élevés en été à cause de longues périodes sèches entre les occurrences de fortes pluies.
La durée moyenne d'ensoleillement est de 1 600 heures environ.
| Mois                                     | Jan  | Fév  | Mar | Avr | Mai  | Jui  | Jul  | Aoû  | Sep  | Oct | Nov | Déc | Année |
| ---------------------------------------- | ---- | ---- | --- | --- | ---- | ---- | ---- | ---- | ---- | --- | --- | --- | ----- |
| Moyenne des températures (°C)            | -1,1 | -0,3 | 3,3 | 8,3 | 13,4 | 16,8 | 18,4 | 17,7 | 14,2 | 8,9 | 4,2 | 0,7 | 8,7   |
| Moyenne des précipitations (millimètres) | 44   | 39   | 32  | 42  | 47   | 66   | 71   | 71   | 45   | 47  | 46  | 40  | 590   |

## Wiesbaden (Hesse)
Wiesbaden, en Hesse, possède un climat doux car elle est protégée au nord par le Taunus, une montagne moyenne. Pour cette raison, Wiesbaden est une des villes les plus chaudes d'Allemagne. La température annuelle moyenne de la ville est de 9,5 °C. La pluviométrie annuelle est de 622 litres par mètre carré. La durée annuelle moyenne d'ensoleillement est de 1 565 heures.
Cette ville connaît de violents orages notamment durant la période automnale.
| Mois                              | jan. | fév. | mars | avril | mai  | juin | jui. | août | sep. | oct. | nov. | déc. | année |
| --------------------------------- | ---- | ---- | ---- | ----- | ---- | ---- | ---- | ---- | ---- | ---- | ---- | ---- | ----- |
| Température minimale moyenne (°C) | −1   | −1   | 2    | 5     | 9    | 12   | 14   | 14   | 11   | 7    | 3    | 1    | 6,3   |
| Température moyenne (°C)          | 1    | 2,2  | 5,5  | 9,4   | 13,8 | 17   | 18,6 | 18   | 14,6 | 10   | 4,9  | 2,1  | 9,8   |
| Température maximale moyenne (°C) | 4    | 6    | 11   | 15    | 20   | 23   | 25   | 25   | 20   | 14   | 8    | 5    | 14,7  |
| Précipitations (mm)               | 48   | 41   | 46   | 41    | 55   | 68   | 66   | 63   | 49   | 49   | 57   | 55   | 638   |

## Schwerin (Mecklembourg-Poméranie-Occidentale)
Schwerin, en Mecklembourg-Poméranie-Occidentale, jouit d'un climat tempéré. Ainsi de 1961 à 1990, la moyenne inter-annuelle de température était de 8,4 °C. L'amplitude thermique moyenne n'est que de 17,2 °C. Le volume annuel des précipitations s'élève à 621 mm/m2. Par rapport au Nord-ouest de l’Allemagne, les printemps y sont plus frais, du fait de la rigueur des vents du nord-est. La chaleur estivale est tempérée par la mer Baltique, qui réchauffe également les terres à l’automne.

## Mayence (Rhénanie-Palatinat)
| Mois                     | jan. | fév. | mars | avril | mai  | juin | jui. | août | sep. | oct. | nov. | déc. | année |
| ------------------------ | ---- | ---- | ---- | ----- | ---- | ---- | ---- | ---- | ---- | ---- | ---- | ---- | ----- |
| Température moyenne (°C) | 1,2  | 2,4  | 5,8  | 9,8   | 14,3 | 17,5 | 19,2 | 18,6 | 15   | 10,1 | 5,1  | 2,3  | 10,1  |
| Précipitations (mm)      | 38   | 36   | 38   | 38    | 51   | 58   | 56   | 53   | 41   | 43   | 48   | 46   | 455   |

## Sarrebruck (Sarre)
Sarrebruck en Sarre a un climat continental tempéré avec un niveau annuel de précipitations de 796 mm avec un maximum mensuel en décembre (61 mm). La température annuelle moyenne est de 9 °C, avec une moyenne de 16,9 °C de juin à août (les mois les plus chauds) 1 °C de décembre à février (les mois les plus froids).
Les hivers sont rigoureux avec des précipitations neigeuses occasionnelles. Les étés sont chauds et peuvent être caniculaires.
| Mois                              | jan. | fév. | mars | avril | mai  | juin | jui. | août | sep. | oct. | nov. | déc. |
| --------------------------------- | ---- | ---- | ---- | ----- | ---- | ---- | ---- | ---- | ---- | ---- | ---- | ---- |
| Température minimale moyenne (°C) | −1   | −1   | 2    | 4     | 8    | 11   | 13   | 13   | 10   | 7    | 2    | 0    |
| Température maximale moyenne (°C) | 3    | 4    | 9    | 13    | 18   | 21   | 23   | 23   | 19   | 14   | 7    | 4    |
| Précipitations (mm)               | 54,4 | 42,1 | 38,6 | 38,1  | 46,5 | 49,3 | 50,6 | 40,3 | 39,7 | 52,9 | 59,9 | 61,3 |

## Erfurt (Thuringe)
Erfurt, en Thuringe, possède un climat de type continental. Marqué par sa position au sud du bassin de Thuringe et au nord de la Forêt de Thuringe et du massif du Harz avec ses altitudes proches des 1 000 m, le climat d'Erfurt est assez sec. La station météo d'Erfurt se trouve dans le village de Bindersleben (de) à 375 m d'altitude.
De 1961 à 1990, la température moyenne annuelle est de 7,9 °C avec des températures oscillant entre +2 °C et −2 °C en janvier, mois le plus froid, et 14 °C et 24 °C en juillet, mois le plus chaud.
De même, la moyenne annuelle des précipitations fait état de 500 mm de pluie, le mois le plus sec étant janvier et le plus humide juin. Erfurt bénéficie d'un ensoleillement de 1 600 heures. Les vents, soufflant principalement du sud-ouest ont une vitesse moyenne de 4 m/s en été et de 6 m/s en hiver.
Depuis 1970, les statistiques climatiques font état d'un réchauffement de 0,8 °C en moyenne d'une baisse de 10 % de la pluviométrie.
| Mois                              | jan. | fév. | mars | avril | mai  | juin | jui. | août | sep. | oct. | nov. | déc. |
| --------------------------------- | ---- | ---- | ---- | ----- | ---- | ---- | ---- | ---- | ---- | ---- | ---- | ---- |
| Température minimale moyenne (°C) | −3,1 | −2,9 | 0,3  | 2,8   | 7,1  | 10,2 | 12,1 | 12   | 9,1  | 5,1  | 0,9  | −1,5 |
| Température maximale moyenne (°C) | 2,2  | 3,2  | 7,8  | 12,2  | 17,5 | 20,1 | 22,5 | 22,7 | 18,3 | 12,7 | 6,4  | 3,4  |
| Précipitations (mm)               | 24,7 | 23,8 | 35,5 | 40,3  | 54,8 | 60,8 | 62,5 | 52,8 | 40,5 | 36,8 | 37,5 | 31,5 |